# حفره بالاخاری
حفره بالاخاری (به انگلیسی: Supraspinous) یک حفره در نمای مشتی استخوان کتف است که کوچک‌تر از فرورفتگی زیرخاری است و دارای حالتی فرورفتگی، نسبتاً صاف و انتهای کتفی آن گسترده‌تر از انتهای بازویی آن است. دو سوم درونی آن به ابتدای ماهیچه بالاخاری پیوسته است.

## ساختار
این حفره را می‌توان با برداشتن پوست و فاشیای سطحی پشت و ماهیچه ذوزنقه‌ای به طور کامل دید و بررسی کرد.
حفره بالاخاری توسط خار کتف در بخش زیرین، توسط زائده سرشانه‌ای در طرف جانبی و زاویه بالایی کتف در سمت بالایی محدود می‌شود.
ماهیچه بالاخاری از این حفره آغاز می‌شود. ماهیچه بالابرنده کتف نیز به بخش درونی حفره پیوسته و متصل است.

## کارکرد
سرخرگ روشانه‌ای و عصب روشانه‌ای در درون حفره دیده می‌شود. شاخه پشتی سرخرگ فوقانی ماهیچه، خون ماهیچه بالاخاری را تأمین می‌کند. سرخرگ عرضی گردن همچنین یک شاخه جنبی و بازپیوندی با سرخرگ روشانه‌ای می‌دهد. عصب روشانه‌ای از شبکه بازویی منشا می‌گیرد و از راه عبور زاویه فوق کتفی در نزدیکی این حفره جای می‌گیرد و ماهیچه بالاخاری را عصب‌دهی می‌کند. سرخرگ و عصب بالاشانه‌ای با هم به سمت پایین می‌آیند اما توسط رباط عرضی کتف بالایی جدا می‌شوند.

## نگارخانه

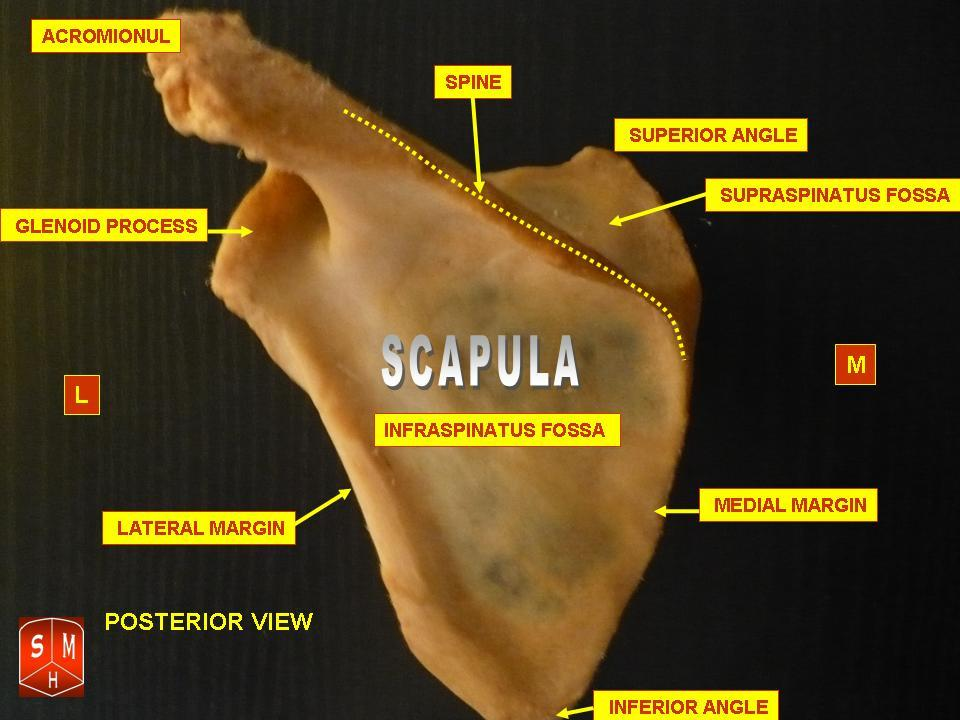
کتف انسان
حفره بالا خاری با رنگ سرخ
حفره بالاخاری با رنگ سرخ نشان داده شده است.